# Svenska mästerskapen i längdskidåkning 1913
Svenska mästerskapen i längdskidåkning 1913 arrangerades i Östersund.

## Medaljörer, resultat

### Herrar
| Gren             | Guld           | Guld           | Silver           | Silver        | Brons           | Brons         |
| 30 km            | Edler Lindberg | Östersunds SK  | Anders Persson   | Bollnäs GIF   | Petrus Eriksson | Östersund     |
| 60 km            | Albin Lingvall | Holmsvedens IF | Artur E Svensson | I 20          | Viktor Lindblom | Holmsveden    |
| Lagtävling 30 km | Ingen tävling  | Ingen tävling  | Ingen tävling    | Ingen tävling | Ingen tävling   | Ingen tävling |
| Lagtävling 60 km | Ingen tävling  | Ingen tävling  | Ingen tävling    | Ingen tävling | Ingen tävling   | Ingen tävling |

### Webbkällor
- Svenska Skidförbundet